# Godfrey Timmins
Michael Godfrey Timmins (* 6. September 1927 in Baltinglass, County Wicklow, Irland; † 11. April 2001 im County Wicklow) war ein irischer Politiker der Fine Gael. 
Von April 1968 bis Februar 1987 sowie vom Juni 1989 bis Juni 1997 war er Teachta Dála (Abgeordneter) im Dáil Éireann, dem irischen Unterhaus.

## Leben
Timmins war der älteste Sohn eines Repräsentanten der Sinn Féin, der später zur Fine Gael wechselte. Nach der Schulzeit arbeitete er auf dem elterlichen Hof, als Landwirt und Fleischer. 1950 wurde er in den Wicklow Country Council gewählt und verblieb dort für 49 Jahre. 1975, 1978, 1981 und 1996 hatte er den Ratsvorsitz inne. Wegen des Todes eines Labour-Abgeordneten kam es im Wahlkreis Wicklow am 14. März 1968 zu einer Nachwahl, die Timmins für sich entscheiden konnte, sodass er in den Dáil Éireann einzog. Erst bei den Wahlen zum Dáil Éireann 1987 verlor er seinen Sitz wieder. Zu den Wahlen zum Seanad Éireann trat er gar nicht an. Stattdessen gelang es ihm bei den Wahlen 1989, seinen Sitz zurückzugewinnen, den er dann noch einmal 1992 verteidigte. Dann zog er sich aus der Politik zurück.

## Privates
Seine Söhne Billy Timmins und Edward Timmins sind beide ebenfalls Politiker. Billy war, Edward ist Abgeordneter im Dáil Éireann.